# Vicenç Guarner i Vivancos
Vicenç Guarner i Vivancos (Maó, Menorca, 1893 - Mèxic, 1981) fou un militar menorquí, germà de Josep Guarner. Estudià a l'Acadèmia d'Infanteria de Toledo i rebé formació d'Estat Major a Madrid. Va obtenir els graus de tinent el 1911 i capità el 1917. Entre el 1918 i el 1925 participà en la guerra del Marroc. Fou professor de l'Acadèmia Militar d'Infanteria de Toledo i destinaren al Sàhara com a cap segon en el territori de Cabo Juby el 1927-1930. Fou professor de tàctica a l'Escola Superior de Guerra de Madrid.
Proclamada la Segona República Espanyola, s'establí a Catalunya i, el 1933, feu cursos per a oficials a l'exèrcit francès i participà en el Salisbury Plain (primeres maniobres mundials de tancs). El 1936 fou nomenat cap superior dels serveis d'ordre públic de la Generalitat de Catalunya, i reorganitzà les forces de seguretat, d'assalt i de policia. Durant l'alçament militar del 1936 que provocà la guerra civil espanyola restà fidel a la República; el 19 de juliol de 1936 es destacà a Barcelona per la repressió del moviment dels militars sublevats. També formà part del Comitè de Milícies Antifeixistes de Catalunya.
Fou nomenat sotssecretari de la Conselleria de Defensa l'agost del 1936 i s'ocupà d'organitzar columnes per al front, d'establir indústries de guerra, escoles d'oficials i fortificacions. El 1937 el nomenaren cap del front d'Aragó i participà en la realització de nombroses accions victorioses a Belchite i Codo. Després fou cap d'estat major de l'Exèrcit de l'Est, comandat pel general Pozas, i lluità als fronts de Còrdova i Extremadura. El 1938 el nomenaren director de l'Escola Popular d'Estat Major i agregat militar a la Legació d'Espanya a Tànger, on organitzà sabotatges i espionatge sobre el Marroc espanyol.
Exiliat el 1939 al Marroc francès, fou detingut per la Gestapo i se salvà de la deportació a Espanya gràcies al general francès Vergès, antic professor seu. Aleshores s'exilià a Mèxic, on es nacionalitzà mexicà i s'incorporà a l'exèrcit mexicà com a coronel. Hi fou agregat militar de l'ambaixada de la Segona República Espanyola el 1945-1949. També col·laborà a la revista Quaderns de l'Exili.

## Obres
- El analfabeto que conquistó un reino (1954)
- El divino equivocado descubridor de un mundo (1954)
- El asesinato del general Humberto Delgado (1966)
- L'aixecament militar i la guerra civil a Catalunya (1980)